# Bahnhof Großbeeren
Der Bahnhof Großbeeren ist ein Bahnhof im gleichnamigen Ort an der Anhalter Bahn südlich von Berlin. Der 1841 eingeweihte Bahnhof zählt zu den ältesten Bahnhöfen in Brandenburg. Das heute nicht mehr genutzte Empfangsgebäude steht unter Denkmalschutz.

## Lage
Der Bahnhof liegt südlich von Berlin an der Bahnstrecke Berlin–Halle etwa zwei Kilometer westlich des Ortes Großbeeren. Er hat über Verbindungskurven Anschluss an den Berliner Außenring. In der Nähe verlaufen die B 101 und der Berliner Autobahnring.

## Geschichte

### Der Bahnhof bis 1933

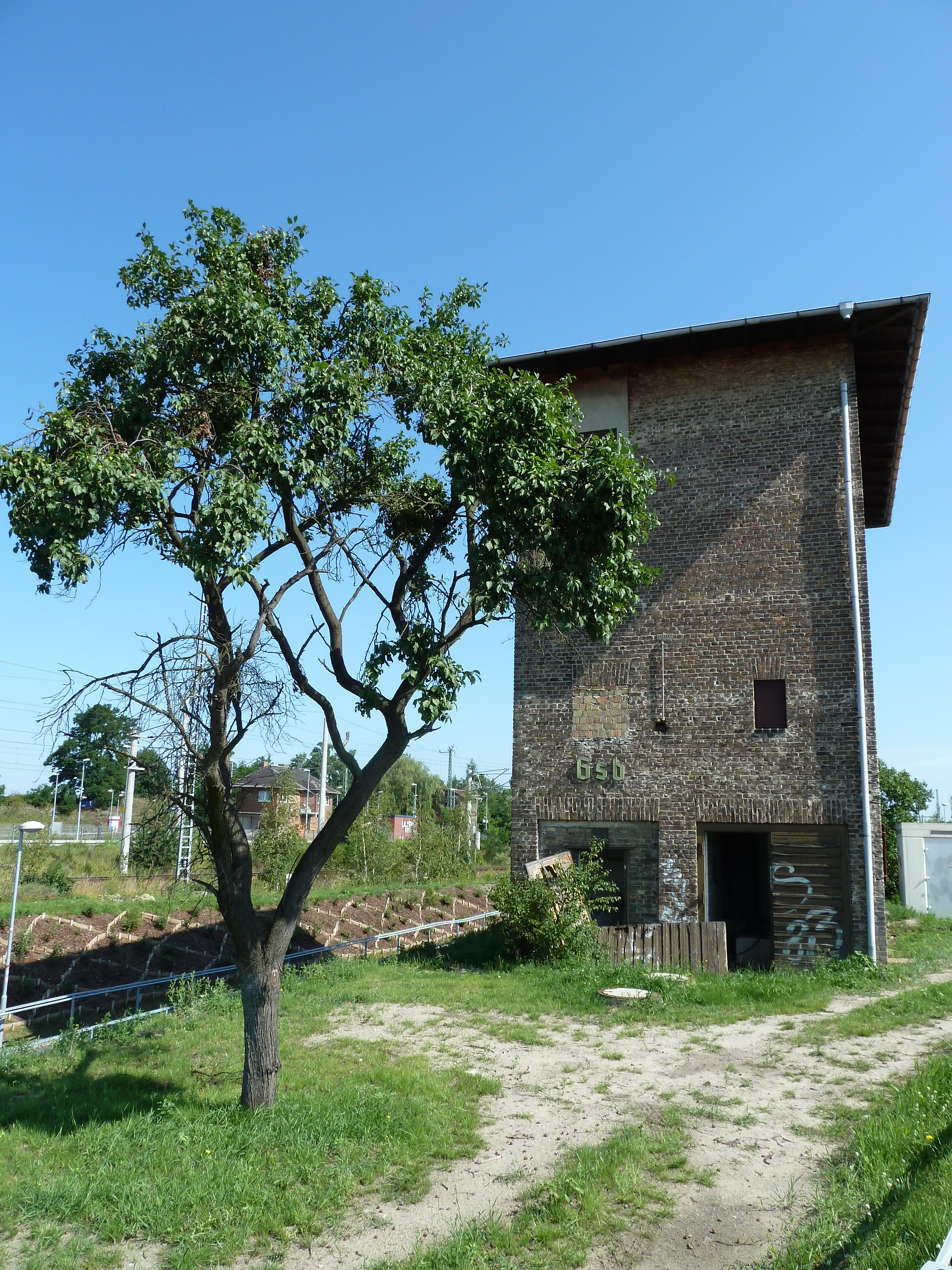
Ungefähr 1940 errichtetes Stellwerk

Bei Eröffnung der Anhalter Bahn war Großbeeren zunächst nur eine Wasserstation zur Versorgung der Dampflokomotiven, jedoch bestand von Anfang an Interesse an einem Halt für den Personenverkehr. Die Vossische Zeitung schrieb in einem Artikel vom 3. Juli 1841 aus Anlass der Streckeneröffnung:

„Man bedenke, daß Großbeeren, wenn dort ein Haltepunkt eingerichtet wird), leicht ein Vergnügungsort werden dürfte, der, seiner anmuthigen Lage und historischen Erinnerungen wegen, viele andere überflügen möchte; nur müsse man die Preise bedeutend ermäßigen..“

Bereits wenige Monate nach Eröffnung der Strecke ging der Anhalteplatz in Großbeeren am 16. Oktober 1841 in Betrieb, zuvor hatte es bereits am 29. August Extrafahrten dorthin aus Anlass des Jahrestages der Schlacht bei Großbeeren gegeben. Die Eröffnung geschah im Zusammenhang mit der Aufnahme des Güterverkehrs auf der Strecke. In den ersten Jahren hielt dort und im zeitgleich mit Großbeeren eröffneten Bahnhof Ludwigsfelde nur ein Güterzug mit Personenbeförderung am Tag, mit dem man morgens nach Berlin und nachmittags zurückfahren konnte. Im Jahr 1849 wurde Großbeeren zunächst nur für den Sommerfahrplan, bald jedoch ganzjährig, Halt aller fahrplanmäßiger Personenzüge. Anfänglich trug die Station wie heute den Namen Großbeeren. Seit den späteren 1840er Jahren hieß sie für einige Jahrzehnte Groß-Beeren. 
Das ursprüngliche Bahnhofsgebäude lag südlich der Straße nach Neubeeren. 1868 entstand das bis heute erhaltene große Empfangsgebäude nördlich der Straße, wie sein Vorgängerbau allerdings auf der ortsabgewandten Westseite der Gleisanlagen. Das erste Gebäude blieb als Wohnhaus erhalten und wurde vermutlich erst beim Streckenausbau um 1940 abgerissen.
Für die Erweiterung des Bahnhofs 1867/68 musste ein Teil der Ländereien des Großbeerener Gutsbesitzers enteignet werden, da dieser den Verkauf des Landes ablehnte. Bereits zuvor hatte sich von Briesen als Gegner der Eisenbahn gezeigt.
Am 1. Dezember 1926 ging im Zuge des Ausbaus der Umgehungsbahn eine Verbindung von Großbeeren nach Michendorf in Betrieb, mit der die Anhalter Bahn an den Rangierbahnhof Seddin angeschlossen wurde. Planungen zu einer Verlängerung der Umgehungsbahn von Großbeeren in Richtung Osten wurden zunächst nicht verwirklicht.

### Umgestaltung um 1940

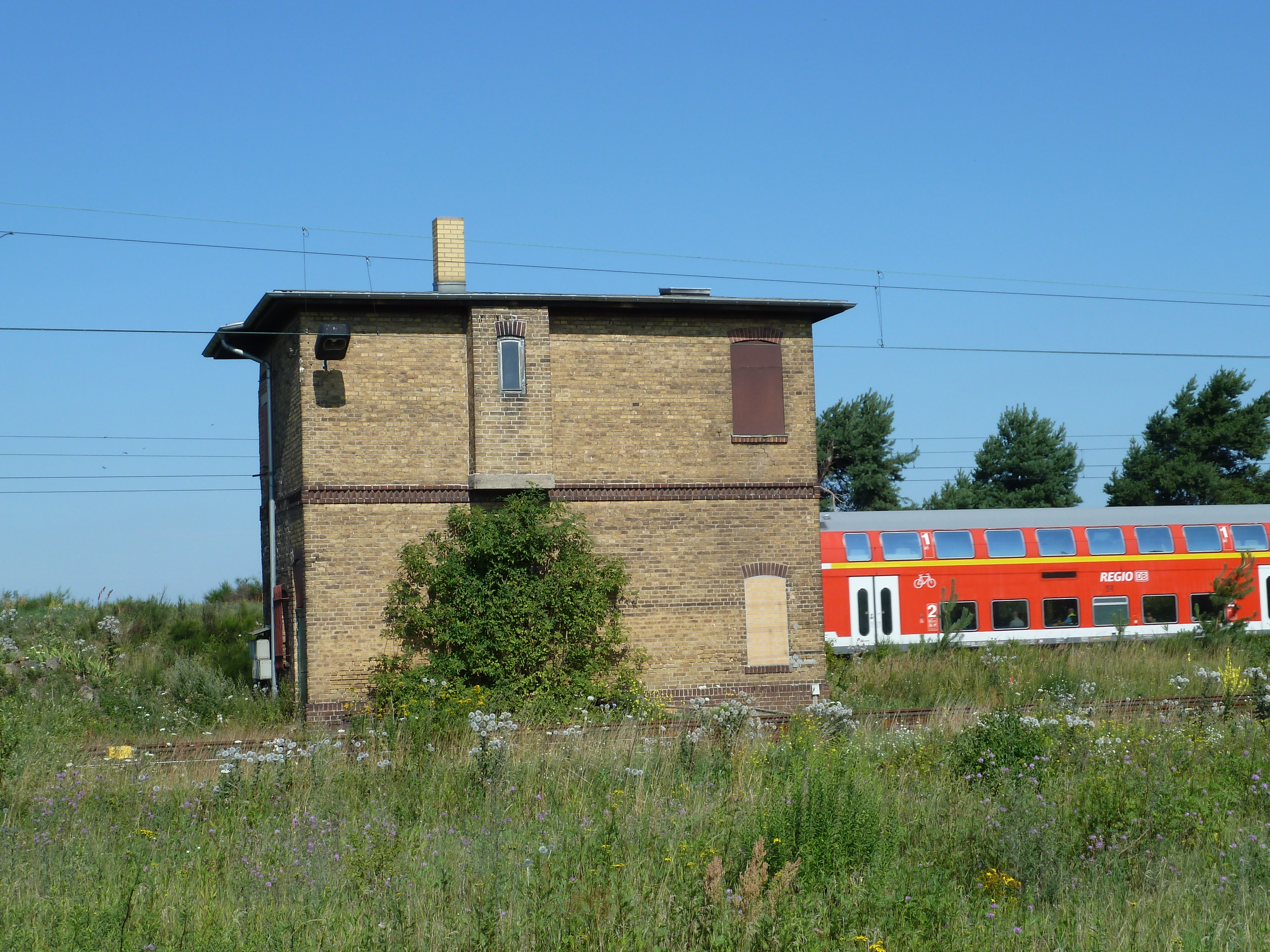
Ehemaliges Stellwerk des Rangierbahnhofs

Nach der Machtübernahme der Nationalsozialisten plante die Regierung im Zuge der Planungen zur Welthauptstadt Germania eine gigantische Umgestaltung der Bahnanlagen im Berliner Raum. Bestandteile dieses Projektes war ein großer Rangierbahnhof bei Großbeeren und neue Verbindungsstrecken von dort für den Güterverkehr in Richtung Nordosten (Güteraußenring) und nach Südosten zur Dresdener Bahn bei Zossen. Durch den Kriegsausbruch konnten diese Projekte nur teilweise, verzögert und nur in rudimentärer Form verwirklicht werden. Der Rangierbahnhof ging am 15. August 1941 in deutlich abgespeckter Form als Hilfsrangierbahnhof Großbeeren in Betrieb; der Güteraußenring wurde ebenfalls nur provisorisch und eingleisig als Vorläufiger Güteraußenring zum 16. Dezember 1940 fertiggestellt. Von der geplanten Strecke in Richtung Zossen, die 1940 in Betrieb gehen und den Rangierbahnhof mit der Dresdener Bahn verbinden sollte, wurden nur einige Bauvorleistungen verwirklicht. Weitere Projekte im Bereich Großbeeren waren ein Bahnbetriebswerk, ein Ortsgüterbahnhof und eine Strecke in Richtung Westen als Verlängerung des Güteraußenrings über Seehof und Stahnsdorf nach Potsdam mit Anbindung an den Verschiebebahnhof Großbeeren.
Um die Anhalter Bahn vom Güterverkehr zu entlasten, war parallel zu ihr eine Güterstrecke zum Rangierbahnhof Tempelhof geplant. Zunächst wurde eine Baubetriebsstrecke fertiggestellt, die später für den regulären Güterbetrieb freigegeben wurde. Die Anlagen des Rangierbahnhofs erstreckten sich östlich der Anhalter Bahn über eine Länge von fünf Kilometern und reichten bis zum Bahnhof Teltow.
Auch für den Personenverkehr waren im Bereich Großbeeren größere Umgestaltungen geplant. Unter anderem sollten Vorort- und Fernverkehr getrennt werden. Westlich des Empfangsgebäudes wurden 1943 die in Dammlage verlaufenden neuen Vorortgleise der Anhalter Vorortbahn eröffnet, die mit provisorischen Bahnsteigen versehen waren. Ursprüngliche Planungen sahen eine Verlängerung der Berliner Gleichstrom-S-Bahn bis 
Ludwigsfelde vor. Dazu kam es jedoch nicht mehr, die S-Bahn wurde nur bis Lichterfelde Süd verlängert.

### Nach dem Zweiten Weltkrieg
Nach Kriegsende wurden die Gleise des Hilfsrangierbahnhofs und eine Reihe weiterer Gleisanlagen als Reparationsleistung abgebaut. Die Anhalter Bahn wurde infolge der Grenze zwischen West-Berlin und der DDR geteilt. Bis 1952 gab es noch durchgehende Nahverkehrszüge zum Berliner Anhalter Bahnhof, bis 1961 noch eine Umsteigeverbindung mit der S-Bahn vom Bahnhof Teltow. Bis 1951 nützte der Nahverkehr noch die Vorortgleise aus den 1940er Jahren, seitdem wechselten sie in Großbeeren in Richtung Teltow vom Ferngleis der Anhalter Bahn auf das verbliebene ehemalige Baubetriebsgleis. Die Gleise auf dem Damm westlich des Bahnhofs wurden abgebaut. 
Der Bau der Berliner Mauer trennte die Strecke in Richtung dann für längere Zeit endgültig. Großbeeren und Teltow waren nur noch aus Richtung Süden zu erreichen. Bereits seit Beginn der 1950er Jahre nutzten Fern- und Güterverkehr von Berlin zur Anhalter Bahn den Berliner Außenring und durchfuhren den Bahnhof Großbeeren nicht mehr. Auf dem verbliebenen Streckenstummel bis Teltow und damit auch im Bahnhof Großbeeren wurde zum 30. Juli 1982 der elektrische Betrieb aufgenommen.
Auf dem Bahnhof Großbeeren wurden 1964/65 Szenen des DEFA-Films „Die Abenteuer des Werner Holt“ gedreht. 1994, noch vor dem Umbau der Bahnanlagen, war der Bahnhof Schauplatz einiger Szenen des Films „Totes Gleis“ aus der Reihe Polizeiruf 110. 

### Umbau der Anhalter Bahn
Nach Mauerfall 1989 sollten die Strecken ins Berliner Umland wieder aufgebaut werden. Die Anhalter Bahn wurde erheblich umgebaut. Auf dem Teilen des Geländes des ehemaligen Rangierbahnhofs entstand seit 1994 das Güterverkehrszentrum (GVZ) Großbeeren, dessen Umschlagbahnhof im September 1998 in Betrieb ging. Im gleichen Jahr wurde wegen der Baumaßnahmen zur Wiederherstellung der Verbindung nach Berlin der Personenverkehr zwischen Ludwigsfelde und Teltow über Großbeeren eingestellt. Im Jahre 2006 ging die neugebaute Strecke durchgehend in Betrieb. Der Bahnhof Großbeeren wurde in einen Haltepunkt mit Anschluss zum nördlich gelegenen GVZ umgewandelt. An Stelle der alten Bahnsteige am Empfangsgebäude entstanden neue Bahnsteige weiter südlich am kleinen Stellwerksgebäude des ehemaligen Rangierbahnhofs.

### Personenverkehr
In den ersten Betriebsjahren wurde Großbeeren nur von je einem Güterzug mit Personenbeförderung täglich in beide Richtungen bedient. In den Folgejahren nahm das Angebot schrittweise zu. 1905 hielten je nach Richtung neun oder zehn Personenzüge im Bahnhof, die meisten verkehrten weiter nach Dresden, Leipzig und Halle. Schnellzüge hielten nicht in Großbeeren. Bis 1943 hielt ein Teil der langlaufenden Personenzüge in Großbeeren, ein Teil fuhr durch. Von den bereits in Trebbin oder Jüterbog endenden Züge hielten die meisten im Bahnhof. Mit der Trennung des Vorortverkehrs wurde Großbeeren seit 1943 etwa alle 30 Minuten, im Berufsverkehr teilweise öfter, von Vorortzügen zwischen Berlin und Ludwigsfelde bedient, Züge mit längerem Laufweg hielten nicht mehr dort. Der Personenverkehr in Richtung Berlin endete 1952, seitdem musste man in Teltow in die seit 1951 dorthin verlängerte Berliner S-Bahn umsteigen. 
Seit 1961 nahm die Bedeutung des Bahnhofs im Personenverkehr deutlich ab. Das Angebot beschränkte sich meist auf sechs bis sieben Zugpaare zwischen Teltow und Ludwigsfelde über Großbeeren, die teilweise bis Jüterbog durchgebunden waren. Nach dem Mauerfall wurde der Zugverkehr wieder verdichtet. 1992 pendelten alle zwei Stunden Züge zwischen Teltow und Ludwigsfelde, seit 1993 stündlich. 1998 wurde der Personenverkehr wegen der Bauarbeiten eingestellt und durch Schienenersatzverkehr ersetzt.
Seit 2006 ist Großbeeren wieder stündlich direkt mit Berlin verbunden. Dort halten die Züge der Regional-Express-Linie RE 3 von Stralsund bzw. Schwedt/Oder über Berlin nach Jüterbog, alle zwei Stunden weiter bis Lutherstadt Wittenberg.
| Linie                    | Linienverlauf | Takt (min)                                                      | EVU              |
| ------------------------ | --- | --------------------------------------------------------------- | ---------------- |
| RE 3                     | Lutherstadt Wittenberg Hbf – Jüterbog – Luckenwalde – Ludwigsfelde – Großbeeren – Berlin Südkreuz – Berlin Hbf – Berlin Gesundbrunnen – Bernau (b Berlin) – Eberswalde Hbf – Angermünde – Schwedt (Oder) / Prenzlau – Pasewalk – Anklam – Züssow – Greifswald – Stralsund Hbf | 60 (120 Wittenberg–Jüterbog und Angermünde–Schwedt / Stralsund) | DB Regio Nordost |
| Stand: 15. Dezember 2023 | |                                                                 |                  |

## Anlagen

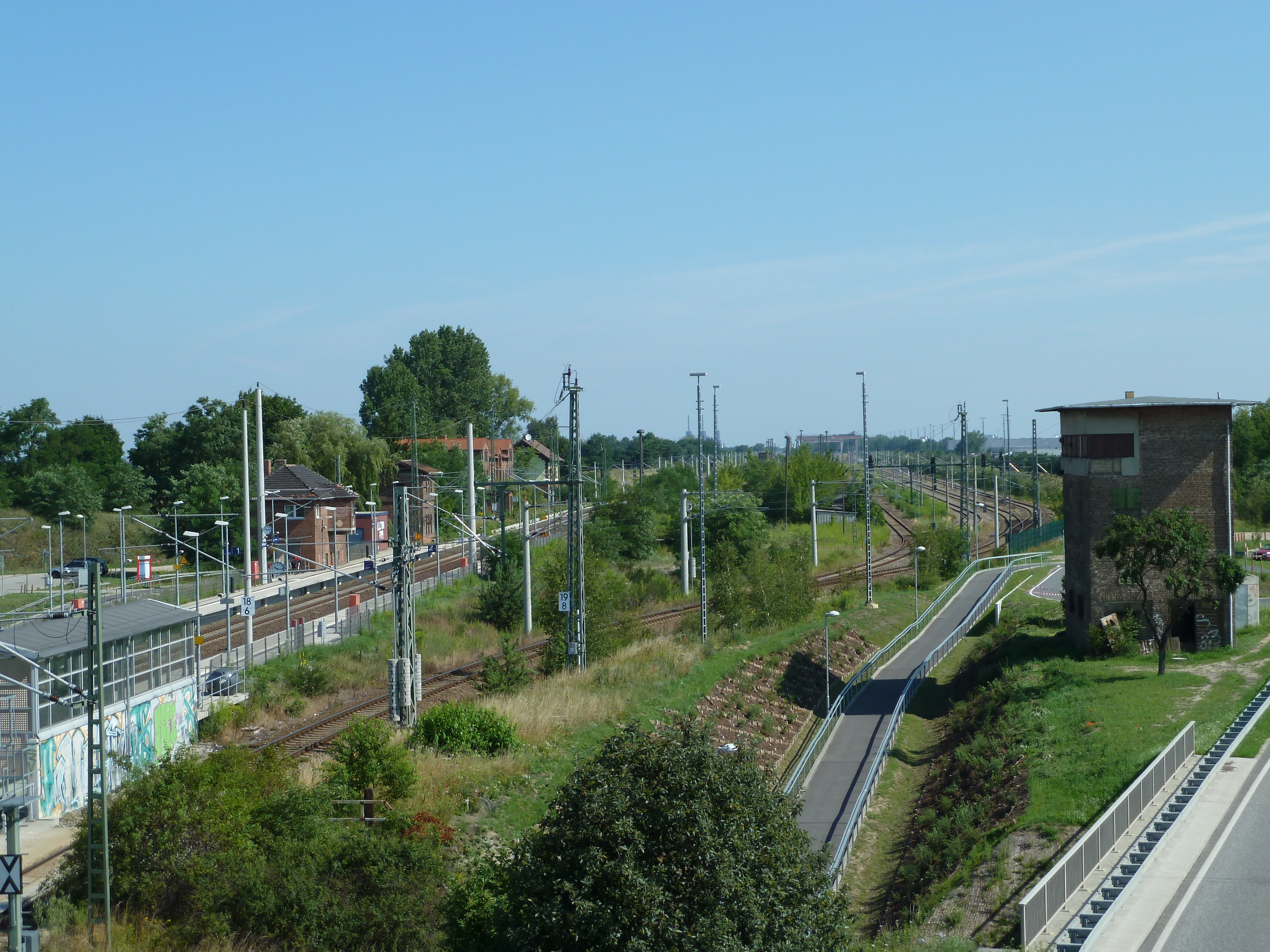
Links die neuen Bahnsteige und das alte Empfangsgebäude, dahinter der ehemalige Damm der Vorortgleise von 1940. Rechts ein ehemaliges Stellwerk und die Gleise zum GVZ.

### Ursprünglicher Bahnhof
Das Bahnhofsgebäude aus dem Jahre 1868 liegt westlich der Gleise. Es wird heute nicht mehr genutzt und steht zusammen mit einem Nebengebäude unter Denkmalschutz. Der Bahnhof verfügte bis zum Umbau über einen Hausbahnsteig am Bahnhofsgebäude und einen nach Norden versetzten Inselbahnsteig. Auf der Ostseite der Gleise lagen die Anlagen für den Güterverkehr. Für die kurzzeitig in den 1940er Jahren genutzten Vorortgleise wurde auf der Westseite des Empfangsgebäudes auf dem Damm ein Bahnsteig angelegt.

### Heutiger Haltepunkt und Abzweigstelle
Die Anlagen des alten Bahnhofs werden nicht mehr genutzt. Südlich des Empfangsgebäudes entstand eine neue Station für den Personenverkehr, die betrieblich nur als Haltepunkt gilt. Großbeeren hat zwei Außenbahnsteige mit 140 m Länge und einer Höhe von 76 cm über Schienenoberkante. Hier hält die Regional-Express-Linie RE 4 Rathenow – Berlin – Ludwigsfelde im Stundentakt. Im Abendverkehr, wenn der RE 4 nicht mehr fährt, wird Großbeeren von den Zügen der Linie RE 3 bedient. Südlich des Haltepunkts befindet sich die Abzweigstelle Großbeeren Süd (bahnamtliche Abkürzung BGSBS). Hier zweigt Richtung Südwesten eine 2006 gebaute Verbindungskurve zur Abzweigstelle Großbeeren West (BGBW) ab, wo eine bereits in den 1950er Jahren gebaute Verbindungsschleife nördlich vom Bahnhof Genshagener Heide den Außenring in beide Richtungen anbindet. Ebenfalls zweigt im Abzweig Großbeeren Süd Richtung Nordosten ein Gleis ins Güterverkehrszentrum (GVZ) ab, das östlich am Haltepunkt vorbeiführt. Die alte Verbindung vom Außenring östlich der Anhalter Bahn führt nun direkt ins GVZ.

### Güterverkehrszentrum
Lage: 52° 21′ 59″ N, 13° 17′ 31,2″ O

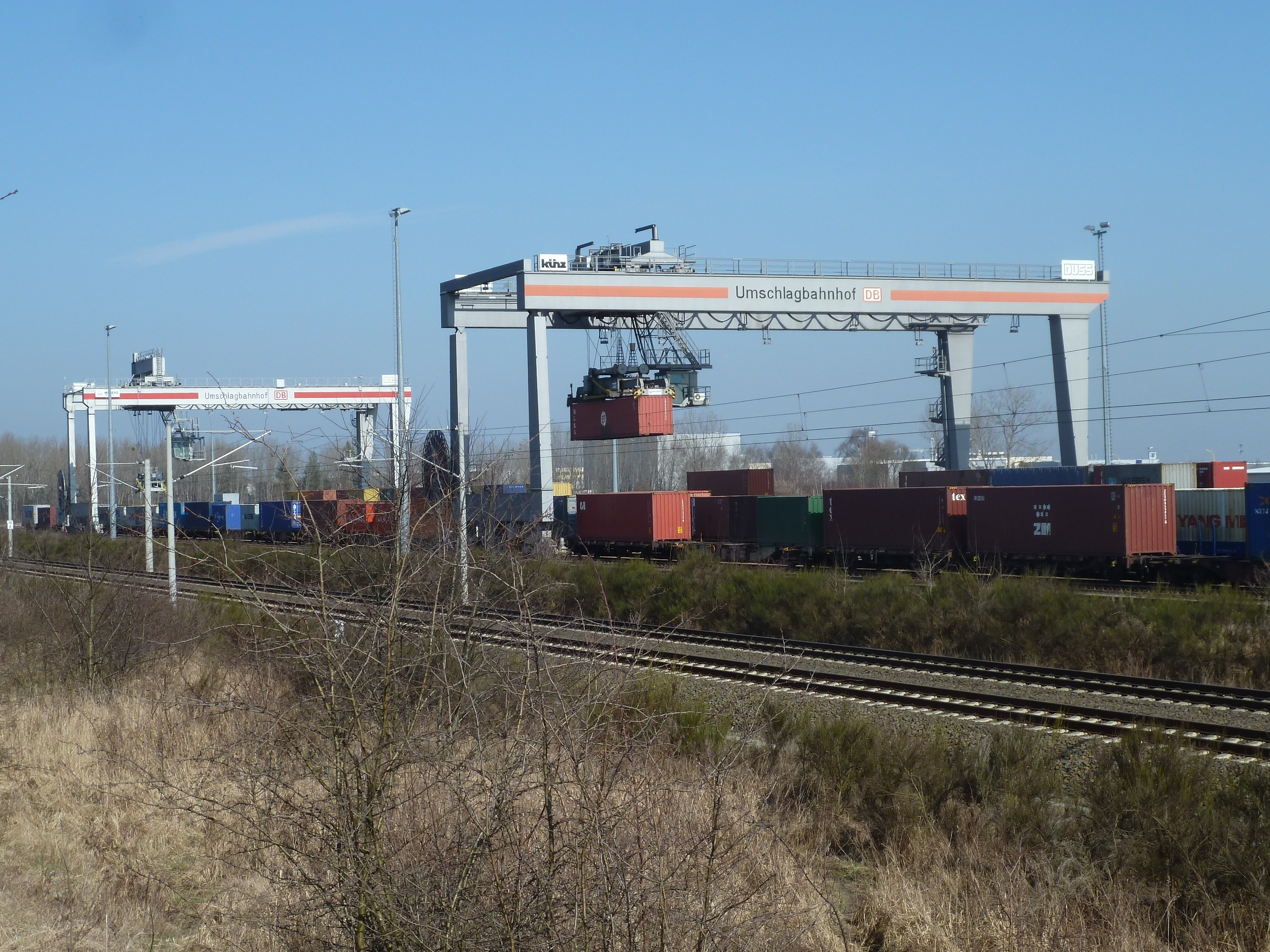
Güterverkehrszentrum Großbeeren

Von erheblicher Bedeutung für die Versorgung Berlins ist das 1998 erbaute und 2005 erweiterte Güterverkehrszentrum Großbeeren (GVZ). Dessen Terminal für den kombinierten Verkehr (KV) liegt östlich der Anhalter Bahn und besteht aus einem Container-Umschlagbahnhof mit zwei Portalkränen, einer entsprechenden Zufahrt für Containerlastzüge und einem Container-Servicecenter. Es stehen zwei Gleise mit 700 m Nutzlänge und zwei Gleise mit 350 m Nutzlänge zur Verfügung. Pro Jahr können im Güterbahnhof so bis zu 100.000 TEU umgeschlagen werden. Betreiber ist die Deutsche Umschlaggesellschaft Schiene-Straße mbH (DUSS).
Aufgrund der hohen Auslastung entstand bis zum Jahr 2014 die 40 Hektar große Erweiterungsfläche „Am Lilograben“ westlich der Anhalter Bahn. Zur Anbindung an das bestehende KV-Terminal wurde mit Mitteln des Europäischen Fonds für regionale Entwicklung eine Straßenbrücke über die Bahnstrecke errichtet. Derzeit (Stand: 2014) arbeiten 6200 Menschen im GVZ Großbeeren.
Des Weiteren verfügt das GVZ über eigene öffentliche Gleise, die von der IPG Infrastruktur- und Projektentwicklungsgesellschaft betrieben werden. Im GVZ betreibt die Schienenbaufirma Spitzke ein Verwaltungszentrum mit Gleisanschluss und Wagenpark für die Neubau- und Instandsetzungsarbeiten der Schienenwege in Berlin und Brandenburg.